# Козяренко, Иван Васильевич
Иван Васильевич Козяренко (23 марта 1906, Митаевка — 20 апреля 1978, Киев) — советский офицер, Герой Советского Союза, в годы Великой Отечественной войны командир 115-го гвардейского истребительно-противотанкового артиллерийского полка 7-й гвардейской армии Степного фронта, гвардии подполковник.

## Биография

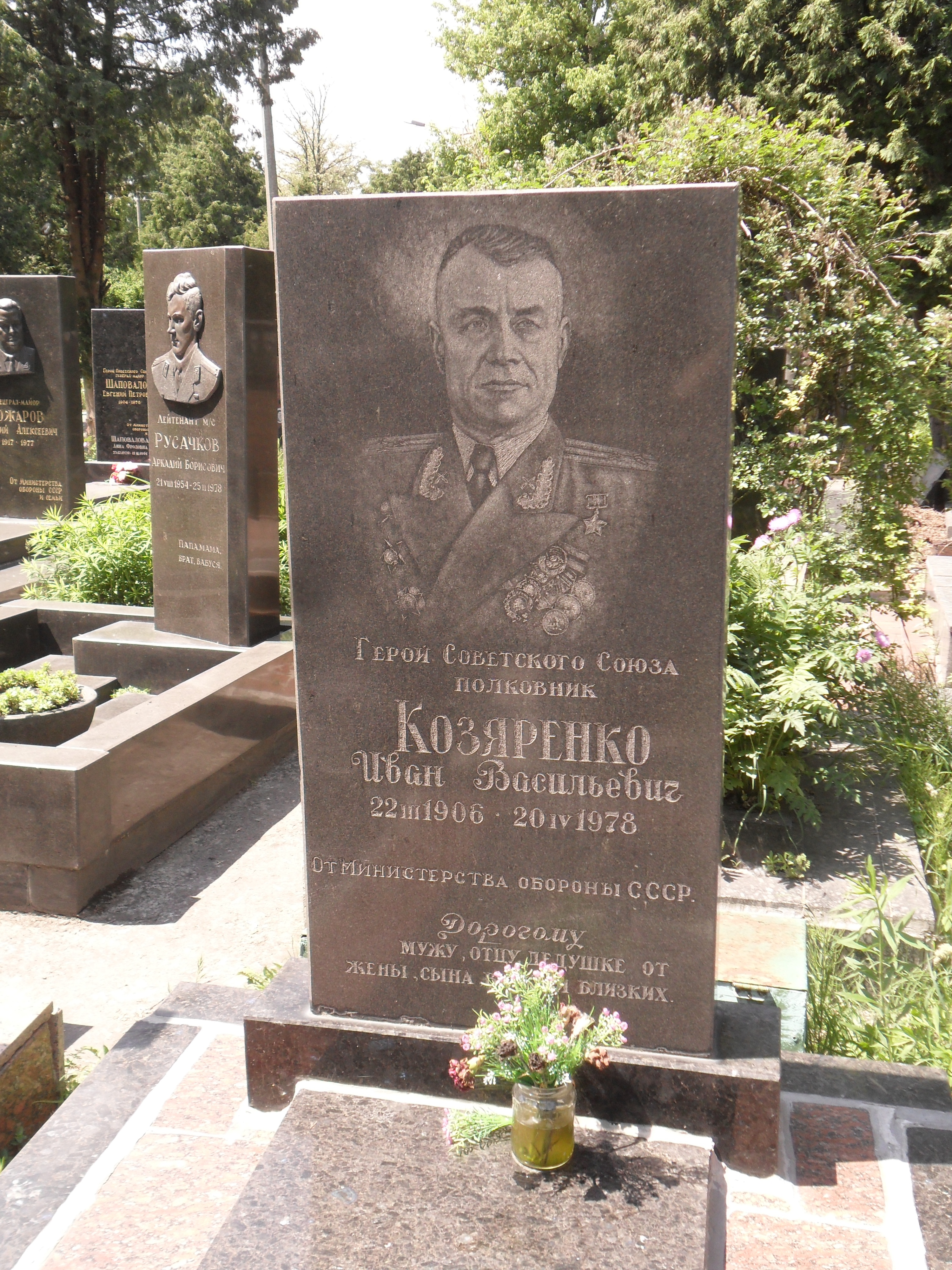
Могила Козяренко на Лукьяновском военном кладбище Киева.

Родился 23 марта 1906 года в селе Митаевке (ныне Богуславского района Киевской области) в крестьянской семье. Украинец. Член КПСС с 1932 года. Окончил Митаевскую неполную среднюю школу.
В 1928 году призван в ряды Красной Армии. Начал службу в городе Белая Церковь курсантом полковой школы. В 1936 году окончил Киевское артиллерийское училище.
На должности командира артиллерийской батареи участвовал в походе советских войск в Западную Украину 1939 года и в советско-финской войне 1939—1940 годов. В декабре 1939 года был тяжело ранен. Три месяца пролежал в Ленинградском госпитале.
Перед Великой Отечественной войной был назначен начальником штаба, а затем командиром артиллерийского дивизиона. Часть его в составе Седьмого стрелкового корпуса передислоцировалась в Западною Украину, в направлении границы, и в дороге её застала война.
В дальнейшем в должности командира артиллерийского дивизиона и артиллерийского полка воевал на Юго-Западном, Сталинградском, Степном, 2-м Украинском и 3-м Украинских фронтах. Участвовал в боях под Сталинградом, Харьковом, на Курской дуге, в битве за Днепр. Боевой путь закончил в боях за Будапешт и Братиславу.
Особенно отличился в битве за Днепр. В середине сентября 1943 года 115-й гвардейский истребительно-противотанковый артиллерийский полк, которым командовал И. В. Козяренко, занимал боевые порядки между реками Орелью и Ворсклой. Перейдя в наступление, полк за день с боями прошел 50 километров, овладев целым рядом населенных пунктов, захватив трофеи и пленных.
27 — 28 сентября 1943 батареи его полка поочередно форсировали Днепр на север от города Верхнеднепровска Днепропетровской области, и оказали стрелковым частям огневую поддержку в расширении плацдарма на правом берегу.
Сам И. В. Козяренко все время находился в боевых порядках и руководил боем. Когда две батареи были отрезаны врагом, И. В. Козяренко лично вывел эти батареи и, отразив атаку фашистских танков, вышел из окружения.
За четыре дня боев полк под командованием И. В. Козяренко уничтожил 21 немецкий танк, 13 бронетранспортеров и много живой силы противника.
Указом Президиума Верховного Совета СССР от 26 октября 1943 года по мужество и героизм, проявленные при форсировании Днепра и удержании плацдарма на его правом берегу гвардии подполковнику Ивану Васильевичу Козяренко присвоено звание Героя Советского Союза с вручением ордена Ленина и медали «Золотая Звезда» (№ 1428).
4 апреля 1946 года Национальный Комитет Словацкой республики присвоил Герою звание почетного гражданина города Братиславы.
В 1949 году окончил Высшую артиллерийскую офицерскую школу. С 1956 года полковник И. В. Козяренко — в запасе. Жил в Киеве. Умер 20 апреля 1978 года. Похоронен в Киеве на Лукьяновском военном кладбище.

## Награды
Награждён двумя орденами Ленина, двумя орденами Красного Знамени, орденом Александра Невского, двумя орденами Красной Звезды, медалями.